# Dresura
Dresura je v širšem pomenu osnovni trening vsakega jahalnega konja, v ožjem pomenu pa je dresura oz. dresurno jahanje vrsta konjeniškega športa in olimpijska disciplina. Konji, ki niso namenjeni za tekmovanja v dresuri, so najpogosteje izšolani do nižjih kategorij dresure, tiste, s katerimi imajo jahači namen tekmovati v tej disciplini, pa šolajo naprej do najvišjih stopenj dresure.

## Zgodovina
Dresura se je razvila zaradi potreb konjenice, v kateri sta bila spreten jezdec in dobro izšolan konj izjemnega pomena. Prvi zapisi o dresuri  so se pojavili v obdobju antike, pri čemer je kot oče dresure najpogosteje omenjan Ksenofont, ki je v svojem delu  poudarjal pomen nagrajevanja in prijaznega pristopa do konja. Z zatonom starogrške kulture so poniknili tudi zapisi o treningu konj. Ponoven vzpon je sledil v 16. stoletju, ko je neapeljski plemič Federico Grisone, sicer zagovornik strožjega pristopa do treninga konj, opisal pravilno držo jahača. Znanje o treningu konj je iz Jahalne šole v Neaplju v Francijo prinesel Antoine de Pluvinel, ki je zagovarjal individualni pristop do vsakega konja in v trening vnesel bolj human odnos do teh živali.  V začetku 18. stoletja je francoski jahalni mojster François Robichon de La Guérnière postavil temelje danes sprejetim načelom dresure. Njegov vpliv se je razširil tudi na ozemlje današnje Nemčije in v Avstrijsko cesarstvo.

## Osnove dresure
Namen dresure je prek pravilnega šeststopenjskega treninga  ohraniti in poudariti konjeve naravne hode (korak, kas in galop), izboljšati konjevo nosilno moč in posledično njegovo zdravje.

### Lestvica šolanja konja
Šolanje jahalnega konja je sistematični trening, ki poteka skozi šest stopenj, pri čemer je vsaka predhodna stopnja predpogoj za izpolnitev naslednje.
- Takt je oznaka za ritmično pravilne konjeve hode, ki se kažejo v pravilnem zaporedju udarcev nog ob tla.
- Sproščenost se kaže v konjevem prožno nihajočem hrbtu, lepo nošenem repu, sproščenem zatilju in zaprtem gobcu, ki žveči.
- Naslon je stalna rahla zveza med jahačevo roko in konjevim gobcem, ki jahaču omogoča zanesljivo delovanje na konja. Naslon nastane, ko se odriv zadnjih nog prek konjevega hrbta prenese do konjevega gobca, pri čemer konj upogne tilnik in žveči brzdo.
- Zamah pomeni prenašanje energičnega impulza iz zadnjih nog in se odraža v gibanju naprej. Prisoten je le v kasu in galopu, ki vsebujeta fazo lebdenja. Bolj kot je ta očitna, večji je zamah.
- Izravnanost  je razvidna, ko kopita zadnjih nog hodijo po isti stezi kot kopita prednjih nog tako na ravnih kot krivih linijah.
- Zbranost se kaže kot prevzemanje  večjega dela konjeve teže na zadnje noge in njihovo močnejše upogibanje,  pri čemer se konjev zadnji del zniža, prednje noge pa se razbremenijo. Jahač in opazovalec dobita vtis, da se konj pomika navkreber.

### Jahačevo delovanje na konja
Jahač na konja deluje z nogami, vajetmi in težo. Tovrstno jahačevo delovanje je v žargonu poimenovano kot jahačeva dejstva. V dresuri naj bi jahač na konja deloval čim bolj neopazno, tako da se zdi, kakor da konj sledi le jahačevim mislim. Delovanje jahačevih nog je priganjalno, kar pomeni, da z nogami vplivamo na konjevo gibanje naprej, ali preprečevalno, ko jahač z nogo prepreči, da bi konjeva zadnja noga na isti strani zapustila prvotno smer.  Delovanje rok je zadrževalno, pri čemer jahač priteguje in popušča vajeti. Pomembno združevalno vlogo dejstev ima jahačeva teža, s katero jahač spremlja in usmerja konjevo gibanje. Pogoj za pravilno delovanje na konja je jahačeva pravilna dresurna drža, za katero je značilno, da jahačeva zadnjica leži s povsem sproščenimi mišicami v sedlu, lega kolen pa je karseda nizka, kar jahaču omogoča globlji sed. Jahačeve goleni visijo navzdol in se dotikajo konjevega telesa. Jahač drži stremena na najširšem delu stopala, gležnji pa ostajajo gibljivi in delujejo kot vzmet pod težo jahača. Gornji del jahačevega telesa je izravnan, s križem, ki niha skupaj s konjevim gibanjem, in sproščenimi ramami, ki so neprisiljeno potisnjene nazaj. Jahačeve roke ležijo ob telesu, linija od komolca preko podlakti in vajeti do konjevega gobca pa je ravna.

## Klasična dresura
Klasična dresura se je razvila zaradi potrebe konjenice in velja za predhodnico moderne dresure,  od katere se razlikuje v izvedbi nekaterih dresurnih elementov. Za razliko od moderne dresure goji šolanje konj do visoke šole, ki vključuje elemente šole nad zemljo (levada, kurbeta, kapriola idr.)  Klasično dresurno jahanje še danes gojijo nekatere evropske jahalne šole, kot je Španska jahalna šola na Dunaju, francoska državna jahalna šola v Saumurju, Jahalni inštitut Egona von Neindorffa v Nemčiji...  Za šolanje se najpogosteje uporablja baročne pasme konj (npr. lipicanci, andaluzijci …). Tako klasična kot moderna dresura temeljita na izpopolnjevanju naravnega gibanja konj in v šolanju zagovarjata sistematični šest stopenjski trening, vendar se v moderni dresuri zaradi usmerjenosti v  tekmovanja in dobiček velikokrat pojavljajo primeri zanemarjanja osnovnih načel klasičnega treninga.

## Moderna dresura
Cilj dresure je razvoj konja v zadovoljnega športnika preko harmonične vzgoje.

### Maneža
Dresurna maneža je ograjen prostor s primerno podlago, v katerem potekajo dresurni treningi in tekmovanja. Standardna velikost dresurne maneže je 20 x 60 metrov, manjša dresurna maneža pa je velika 20 x 40 metrov. Standardna dresurna maneža je označena z oznakami oz. črkami, ki jahaču omogočajo lažjo orientacijo v jahališču. Črka A, ki stoji na vhodu v manežo, deli kratko stezo na polovico. V smeri urinega kazalca ji na dolgi stezi sledijo oznake K-V-E-S-H, drugo kratko stezo pa razpolavlja črka C, ki ji na dolgi stezi sledijo M-R-B-P-F. Srednja linija, ki poteka od črke A do oznake C, sicer ni označena, je pa določena  z D-L-X-I-G,  pri čemer je X središčna točka maneže. Ob posameznih oznakah mora jahač izvesti vnaprej določene elemente dresurnega jahanja.

### Tekmovanje in ocenjevanje
Dresurno tekmovanje poteka v obliki turnirjev, ki zajemajo več tekmovanj. Na posameznem tekmovanju jahači in jahačice odjahajo predpisano nalogo, ki vključuje dresurne elemente določene težavnosti. Glede na njihovo zahtevnost se oblikujejo težavnostne kategorije, pri čemer je kategorija  E (elementarna) najlažja, po naraščajoči zahtevnosti pa ji sledijo A (začetniška), L (lahka), (LM), M (srednje težka, ang. medium) in S (težka, ang. special). Sodniški zbor sestavlja od 3 do 7 članov. Nameščeni so v kabinah, razporejenih na obrobju maneže ob  kratki stezi na črkah H, C in M. V primeru petih sodnikov dva spremljata tekmovalce s pozicij E in B. Sodnik na C je glavni sodnik, ki med drugim odloča o napakah in izključitvi tekmovalca. Med nastopom jahači izvajajo na pamet naučene dresurne naloge, ki so vnaprej predpisane in enake za vse tekmovalce. Sodniki ocenjujejo pravilnost izvedbe dresurnih elementov, sproščenost in pravilnost hodov, zamah, poslušnost in jahačevo pravilno uporabo dejstev.
Vse elemente ocenjujejo z ocenami od 0 do 10:
- 10 – odlično
- 9 – zelo dobro
- 8 – dobro
- 7 – še kar dobro
- 6 – zadovoljivo
- 5 – zadostno
- 4 – nezadostno (pomanjkljivo)
- 3 – precej slabo
- 2 – slabo
- 1 – zelo slabo
- 0 – ni bilo izvedeno

Od leta 2011 lahko sodniki pri vseh mednarodnih in nekaterih državnih nalogah uporabljajo tudi polovične ocene. Sodniki ocene pojasnjujejo s komentarji, ki jih zapisujejo ustrezno usposobljeni zapisnikarji.
V primeru prve napake se jahaču odštejeta 2 točki, z naslednjo še 2,  po tretji napaki pa je tekmovalni par izključen. Izključitev sledi tudi v primeru konjevega šepanja, upiranja,  padca, odhoda iz jahališča ali zunanje pomoči. Zmagovalni par je tisti, ki zbere najvišji odstotek točk.
Poleg uradnih nalog lahko organizatorji turnirjev razpišejo tudi tekmovanja v prostem programu z glasbo (kür), v katerem jahači elemente določene težavnostne stopnje odjahajo po svoji koreografiji. 

### Dresurni elementi
Nalogi najvišjega nivoja v težavnostni kategoriji S sta Grand Prix in Grand Prix Special, ki zajemata vsa osnovna gibanja (korak, kas in galop) v zbrani in pojačani obliki. Vključujeta tudi pirueto v galopu, piaffe, passage, travers, menjave galopa v skoku na dva koraka in na vsak korak. 

### Oprema konja
Konj je osedlan z dresurnim sedlom, katerega posebnost sta dolga in ravna sedelna lista. Pod sedlom je nameščena bela podloga – podsedelnica. V višjih kategorijah dresure je obvezna uzda z angleškim nosnikom, navadno brzdo in strogo brzdo oz. kandaro s podbradno verižico. Ostali pripomočki (bandaže, ščitniki,  kopitni zvonci itd.) in okraski so prepovedani.

### Oprava jahača
Jahač nosi bele ali krem jahalne hlače, črn ali temno moder suknjič ali frak in enakobarven cilinder  oz. čelado.  Na rokah ima rokavice bele ali krem barve, obute pa ima črne škornje. Obvezna je uporaba ostrog, razen na tekmovanjih za otroke in ponije.

### Dresura na olimpijskih igrah
Leta 1912 se je dresura prvič pojavila na poletnih olimpijskih igrah kot posamezna konjeniška disciplina, od leta 1928 pa vključuje tudi ekipni seštevek.  V državno ekipo so od leta 1952 lahko vključene tudi ženske. Dresura je uvrščena tudi med discipline paraolimpijskih iger.
| Olimpijski prvak | Olimpijski prvak | Olimpijski prvak            | Olimpijski prvak | Olimpijski prvak  |
| ---------------- | ---------------- | --------------------------- | ---------------- | ----------------- |
| Leto             | Država           | Jahač                       | Konj             | Ekipni zmagovalci |
| 1912             | Švedska          | Carl Bonde                  | Emperor          | –                 |
| 1920             | Švedska          | Janne Lundblad              | Uno              | –                 |
| 1924             | Švedska          | Ernst Linder                | Piccolomini      | –                 |
| 1928             | Nemčija          | Carl-Friedrich von Langen   | Draufgänger      | Nemčija           |
| 1932             | Francija         | Xavier Lesage               | Taine            | Francija          |
| 1936             | Nemčija          | Heinz Pollay                | Kronos           | Nemčija           |
| 1948             | Švica            | Hans Moser                  | Hummer           | Francija          |
| 1952             | Švedska          | Henri Saint Cyr             | Master Rufus     | Švedska           |
| 1956             | Švedska          | Henri Saint Cyr             | Juli             | Švedska           |
| 1960             | Sovjetska zveza  | Sergei Iwanowitsch Filatow  | Absent           | –                 |
| 1964             | Švica            | Henri Chammartin            | Woermann         | Nemčija           |
| 1968             | Sovjetska zveza  | Iwan Michailowitsch Kisimow | Ichor            | ZR Nemčija        |
| 1972             | ZR Nemčija       | Liselott Linsenhoff         | Piaff            | Sovjetska zveza   |
| 1976             | Švica            | Christine Stückelberger     | Granat           | ZR Nemčija        |
| 1980             | Avstrija         | Elisabeth Theurer           | Mon Chérie       | Sovjetska zveza   |
| 1984             | ZR Nemčija       | Reiner Klimke               | Ahlerich         | ZR Nemčija        |
| 1988             | ZR Nemčija       | Nicole Uphoff               | Rembrandt        | ZR Nemčija        |
| 1992             | Nemčija          | Nicole Uphoff               | Rembrandt        | Nemčija           |
| 1996             | Nemčija          | Isabell Werth               | Gigolo           | Nemčija           |
| 2000             | Nizozemska       | Anky van Grunsven           | Bonfire          | Nemčija           |
| 2004             | Nizozemska       | Anky van Grunsven           | Salinero         | Nemčija           |
| 2008             | Nizozemska       | Anky van Grunsven           | Salinero         | Nemčija           |
| 2012             | Velika Britanija | Charlotte Dujardin          | Valegro          | Velika Britanija  |

### Rekordi
| Rezultat | Jahač              | Konj     | Datum             | Kraj                               |
| -------- | ------------------ | -------- | ----------------- | ---------------------------------- |
| 87,460 % | Charlotte Dujardin | Valegro  | 16. december 2014 | CDI-W London 2014                  |
| 87,129 % | Charlotte Dujardin | Valegro  | 19. april 2014    | Svetovni pokal v Lyonu 2014        |
| 85,942 % | Charlotte Dujardin | Valegro  | 22. avgust 2013   | Evropsko prvenstvo v Herningu 2013 |
| 84,447 % | Charlotte Dujardin | Valegro  | 17. december 2012 | CDI-W London                       |
| 84,085 % | Edward Gal         | Totilas  | 26. avgust 2009   | Evropsko prvenstvo v Windsorju     |
| 81,333 % | Anky van Grunsven  | Salinero | 22. junij 2006    | CHIO Rotterdam                     |

| Rezultat | Jahač                | Konj     | Datum           | Kraj                           |
| -------- | -------------------- | -------- | --------------- | ------------------------------ |
| 88,022 % | Charlotte Dujardin   | Valegro  | 29. april 2012  | CDI 4* Hagen                   |
| 86,458 % | Edward Gal           | Totilas  | 17. julij 2010  | CHIO Aachen                    |
| 84,042 % | Adelinde Cornelissen | Parzival | 27. avgust 2009 | Evropsko prvenstvo v Windsorju |

| Rezultat | Jahač              | Konj     | Datum             | Kraj                           |
| -------- | ------------------ | -------- | ----------------- | ------------------------------ |
| 94,300 % | Charlotte Dujardin | Valegro  | 17. december 2014 | CDI-W London                   |
| 93,975 % | Charlotte Dujardin | Valegro  | 17. december 2013 | CDI-W London                   |
| 92,300 % | Edward Gal         | Totilas  | 16. december 2009 | CDI-W London                   |
| 90,750 % | Edward Gal         | Totilas  | 29. avgust 2009   | Evropsko prvenstvo v Windsorju |
| 87,925 % | Anky van Grunsven  | Salinero | 25. marec 2006    | CDI-W ’s-Hertogenbosch         |

## Dresurno jahanje na Slovenskem
Vladimir Seunig je bil prvi jahač slovenskega rodu, ki je v mednarodni konkurenci dosegal odmevne rezultate na dresurnih tekmovanjih.
Začetki lipiške jahalne šole segajo v leto 1952, ko je Lipica dobila prvega trenerja. Tekmovalec Alfonz Pečovnik je leta 1957 s kobilo Thais XI na mednarodnem turnirju na Dunaju zasedel 2. mesto. Po letu 1973 so se v Lipici usmerili k tekmovalnem dresurnem jahanju, s čimer so želeli povečati svojo prepoznavnost. Ekipa lipiških jahačev, ki so jo sestavljali Alojz Lah, Dušan Mavec in  Stojan Moderc, je leta 1983 na evropskem prvenstvu v dresurnem jahanju v Aachnu med štirinajstimi ekipami dosegla 6. mesto. Ista ekipa je na poletnih olimpijskih igrah leta 1984 zasedla 10. mesto. Leta 2006 je lipiški jahač Igor Maver z žrebcem 085 Favory Canissa XXII nastopil na Svetovnih konjeniških igrah v Aachnu in zasedel 68. mesto.